# Oglethorpe County
Oglethorpe County is een county in de Amerikaanse staat Georgia.
De county heeft een landoppervlakte van 1.142 km² en telt 12.635 inwoners (volkstelling 2000). De hoofdplaats is Lexington.